# Materiale fertile
Sono indicati come nuclidi fertili o materiali fertili i nuclidi che, a seguito dell'assorbimento di un neutrone, si trasmutano in un radionuclide che decade in un nuclide che possa fornire energia da fissione o da fusione nucleare.

## Fertili destinati a fissione
Il nuclide fertile più diffuso è certamente l'isotopo dell'uranio di massa atomica 238 (U238), che rappresenta più del 99% in massa dell'uranio naturale, questo nuclide, data la sua intima mescolanza con il nuclide fissile U235, venne usato fin dai primi reattori nucleari per produrre plutonio con le reazioni (i tempi di dimezzamento per U239 e Np239 sono rispettivamente 23,5 min e 2,36 d)
Il ciclo U238 Pu fu utilizzato nei primi reattori nucleari per produrre il plutonio successivamente utilizzato nella bomba atomica che venne sganciata su Nagasaki. Il ciclo U238 Pu è stato successivamente utilizzato nei FBR, in particolare in Francia nel progetto Phénix, in Italia nel 1997 era in corso di costruzione un FBR destinato a provare gli elementi di combustibile per la filiera, i lavori furono sospesi successivamente al ritiro dal nucleare.
Comportamento simile all'U238 ha l'isotopo del torio di massa atomica 232 (Th232)(i tempi di dimezzamento per Th233 e Pa233 sono rispettivamente di 22,1 min e 27 d)
In questo caso l'elemento fissile è l'U233.

### Il fattore di conversione
Il fattore di conversione (C) è indicato come il rapporto fra il numero di nuclei fissili prodotti da materiale fertile ed il numero di nuclei fissili consumati nelle reazioni di fissione e fertilizzazione, il valore massimo di C si può ottenere nell'ipotesi che le fughe di neutroni e le catture parassite siano nulle (ipotesi ovviamente non realizzabile nei casi pratici). Il valore di C, dipendendo dalla sezione d'urto della reazione di fertilizzazione, dipende fortemente dall'energia dei neutroni, nel caso della reazione U238 Pu si ha un Cmax di 1,10 per neutroni termici e di 1,64 per neutroni veloci, tali valori per la reazione Th232 U233 sono rispettivamente 1,28 e 1,49. Da questi numeri si vede che nel caso di rettori termici il ciclo Th232 U233 è più favorito, mentre nei reattori veloci è favorito il ciclo U238 Pu.

## Fertili destinati a fusione
La reazione di fusione nucleare più promettente per i prossimi decenni è quella fra deuterio e tritio
Questa reazione richiede la presenza di tritio (H3) che ha un periodo di decadimento di circa 12 anni e quindi non è reperibile in natura. Quindi l'unico modo per produrre il tritio necessario a sostenere la reazione di fusione è di produrlo in un mantello fertile (blanket), contenente litio, che reagisce con i neutroni formati dalla reazione di fusione
Il litio può essere presente nel blanket sia come solido (composto ceramico del litio) o come liquido (litio puro o eutettoide Pb17Li).